# Calochromus sungkangensis
Calochromus sungkangensis is een keversoort uit de familie netschildkevers (Lycidae). De wetenschappelijke naam van de soort werd in 1969 gepubliceerd door Takehiko Nakane.